# David Guetta
Pierre David Guetta  (IPA [pjɛʁ da.vid ɡe.ta]) (Párizs, 1967. november 7. –) kétszeres Grammy-díjas francia zenei producer és house–DJ. A DJ Magazin 2011-ben a Top 100 DJs listán az első helyre őt választotta meg. Bernard Guetta francia újságíró és Natalie Guetta színésznő, politikus féltestvére.

## Élete
Apja marokkói zsidó származású és restaurátorként dolgozott, míg anyja belga gyökerekkel rendelkezik. Első mixeit 13 évesen készítette és 15 évesen már partikat szervezett. 17 éves korában a párizsi Broad klub DJ-jeként kezdte el lemezlovas pályafutását. 1988 és 1990 között a Radio Nova DJ-jeként mixelt new-wave stílusú zenét (ami az akkor még nem létező house stílus előirányzata volt). 2004-ben megjelent „The World Is Mine” című száma - amely a Simple Minds „Someone Somewhere In Summertime” számának mintájára készült - Európában a dance-listák élére ugrott. Slágereit betéve tudja minden rádióhallgatója, lemezeiből több millió kelt el világszerte, alig akad olyan fesztivál, ahol még ne játszott volna, s emellett rengeteg szakmai elismerésben is részesült az évek során.
A francia csodagyerek titka, hogy számára nincs különbség popzene és az elektronikus zene kevésbé populáris oldala közt, előszeretettel gyúr össze fülbemászó dallamokat a klubok house-zenéjével. Tizenhét évesen állt először a DJ pultba, ráadásul abban a Broad nevű klubban, ahol Laurent Garnier karrierje is indult. Néhány évre rá már az egyik legnépszerűbb DJ volt a francia fővárosban. Olyan öreg rókák mellett játszott, mint Roger Sanchez vagy David Morales. „Számomra a DJ-zés lényege az, hogy megosszam másokkal azt, amit szeretek.” - mondja egy interjúban. „Ezért lettem DJ. Sok producer nem szeret emberek előtt játszani. Én még a stúdióba is hívok barátokat, hogy táncoljanak.” Az igazán nagy áttörést az ibizai "Fuck Me I'm Famous" klubest elindítása hozta. Az angolok számára akkoriban még ismeretlen francia DJ partijait olyan világsztárok látogatták, mint Kate Moss, Penélope Cruz vagy P Diddy. És persze jöttek a gigaslágerek, mint a Little More Love, a Love Don't Let Me Go vagy a World Is Mine.
Aranylemezek, Grammy-jelölés, az év DJ-je díj a londoni House Music Awards díjkiosztón. A sor innentől kezdve tényleg végtelen. „Van, aki számára a popzene egyenlő az istenkáromlással. Én nem ilyen vagyok! Számomra a tánczene mindig is popzene volt.” Több a szakmában elismert lemezlovas és készített neki remixeket: Antoine Clamaran, Bob Sinclar, Fuzzy Hair, Kenneth Thomas, Liam Shachar, Dj Maxwell, vagy éppen a neves olasz DJ, Gigi D’Agostino. Később megismerte Cathy Guettát, akit el is vett feleségül. Első gyermekük, Tim Elvis 2004. február 9-én született. Rá három évre, 2007. szeptember 23-án újabb baba érkezett a Guetta családba: Angie.
Legtöbb szólójának elkészítésében Chris Willis segédkezett. A világ számos országában zenélt, ezzel is népszerűsítve 2007-es Pop Life című albumát. 2008. január 12-én, Mauritiuson a francia rapper, Joey Starr társaságában lépett fel.

## Lemezlovas pályafutásának főbb állomásai

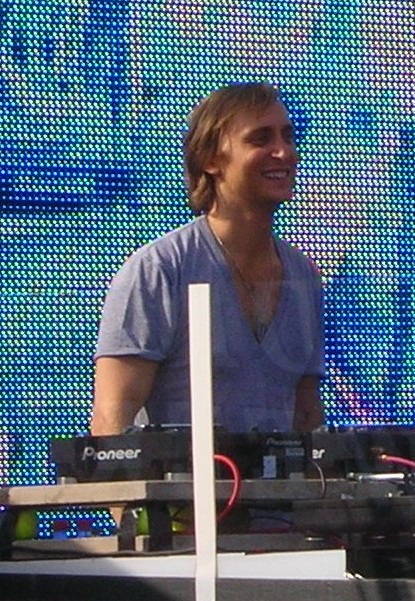
Guetta 2007 májusban egy fellépésén

2005. október 13-án – többek között a The Chemical Brothers és Carl Cox mellett - részt vett a Creamfields spanyol fesztiválon.
2006. július elsején Amszterdamban koncertezett Tiesto és Ferry Corsten társaságában.
‘Just a Little More Love’ dala a Futball Faktor című filmben is szerepelt.
2007. július 14-én, Párizsból Ibizába való utazása során, ő lett az első DJ, aki élőben szerepelt egy kereskedelmi repülőgépen.
2007. november 30-án Nagy-Britanniában, Bournemouth-ban, a 2020ROCKS fesztiválon a francia electro-DJ-vel, Sebastien Légerrel zenélt.
2007-ben a brit DJ Mag megválasztotta a világ 10. legjobb DJ-jének.
2008. július 5-én részt vett a párizsi Stade de France-ban való fesztiválon, ahol 40000 néző előtt lépett fel Tiesto, Carl Cox, Joachim Gartraud és Martin Solveig társaságában.
2011-ben a brit DJ Mag megválasztotta a világ legjobb DJ-jének.
2015-ben megkérték, hogy ő írja meg 2016-os EB dalát, aminek címe This One's For You.

## Diszkográfia

### Albumok
| Év   | Album | Listás helyezések | Listás helyezések | Listás helyezések | Listás helyezések | Listás helyezések | Listás helyezések | Listás helyezések | Listás helyezések | Listás helyezések | Listás helyezések | Díjak |
| Év   | Album | FRA               | AUT               | BEL (WAL)         | GER               | IRE               | NL                | SPA               | SWI               | UK                | EU                | Díjak |
| ---- | --- | ----------------- | ----------------- | ----------------- | ----------------- | ----------------- | ----------------- | ----------------- | ----------------- | ----------------- | ----------------- | ----- |
| 2002 | Just a Little More Love - 1. stúdióalbum - Megjelenés: 2002. június 10. - Formátumok: CD, digitális letöltés            | 8                 | 16                | 38                | 32                | —                 | 20                | —                 | 18                | —                 | —                 |       |
| 2004 | Guetta Blaster - 2. stúdióalbum - Megjelenés: 2004. szeptember 13. - Formátumok: CD, digitális letöltés                 | 12                | 22                | 26                | 34                | 44                | —                 | 22                | —                 | —                 | —                 |       |
| 2007 | Pop Life - 3. stúdióalbum - Megjelenés: 2007. június 18. - Formátumok: CD, digitális letöltés                           | 2                 | 20                | 4                 | 8                 | 8                 | —                 | —                 | 8                 | 14                | 12                |       |
| 2009 | One Love - 4. stúdióalbum - Megjelenés: 2009. augusztus 21. - Formátumok: CD, digitális letöltés                        | 1                 | 1                 | 2                 | 2                 | 3                 | 3                 | 1                 | 2                 | 2                 | 4                 |       |
| 2011 | Nothing but the Beat - 5. stúdióalbum - Megjelenés: 2011. augusztus 26. - Formátumok: CD, digitális letöltés            | 1                 | 1                 | 1                 | 1                 | 2                 | 1                 | 1                 | 2                 | 1                 | 3                 |       |
| 2014 | Listen - 6. stúdióalbum - Megjelenés: 2014. november 21. - Kiadó: Parlophone - Formátumok: CD · LP · digitális letöltés | 3                 | 3                 | 6                 | 3                 | 9                 | 11                | –                 | 2                 | 8                 | 4                 |       |
| 2018 | 7 - 7. stúdióalbum - Megjelenés: 2018. szeptember 14. - Kiadó: What a Music · Parlophone · Big Beat · Atlantic Records  | 4                 | 7                 | 5                 | 7                 | 9                 | 9                 | 3                 | 2                 | 9                 | 37                |       |

### Remix albumok
- Fuck Me, I’m Famous (2003)
- Fuck Me, I’m Famous Vol. 2 (2005)

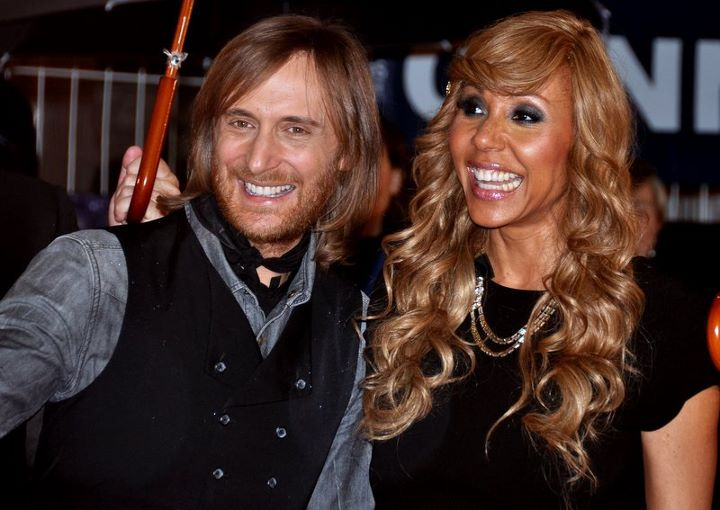
Guetta és felesége Cathy 2012. januárban a NRJ Music Awards díjátadón

- Fuck Me I’m Famous - Ibiza Mix 06 (2006)
- Fuck Me I’m Famous - Ibiza Mix 08 (2008)
- Fuck Me I’m Famous - Ibiza Mix 08 International Version (2008)
- Fuck Me I’m Famous - Ibiza Mix 2009 (2009)
- Fuck Me I’m Famous - Ibiza Mix 2010 (2010)
- Fuck Me I’m Famous - Ibiza Mix 2011 (2011)
- Fuck Me I’m Famous - Ibiza Mix 2012 (2012)

### Turnék
1. David Guetta DJ mix (1999–2001)
2. Just a little More Love (2002–2003)
3. Rock The House (2004–2005)
4. David Guetta Life (2006–2008)
5. One Love (2009–2010)
6. One More Love (2010–2011)
7. Nothing But The Beat (2011–2012)
8. Nothing But The Beat 2 (2012–2013)

### Kiadott dalok
| Év   | Dal                                                                        | Album                                               |
| ---- | -------------------------------------------------------------------------- | --------------------------------------------------- |
| 1990 | Nation Rap (feat. Sidney Duteil)                                           | Nem jelent meg albumon                              |
| 1994 | Up & Away (with Robert Owens)                                              | Nem jelent meg albumon                              |
| 2001 | Just A Little More Love (feat.Chris Willis)                                | Just a Little More Love                             |
| 2002 | Love Don’t Let Me Go (feat. Chris Willis)                                  | Just a Little More Love                             |
| 2002 | People Come People Go (feat. Chris Willis)                                 | Just a Little More Love                             |
| 2002 | Give Me Something (feat. Barbara Tucker)                                   | Just a Little More Love                             |
| 2003 | Just For One Day (Heroes) (vs. David Bowie)                                | Fuck Me, I’m Famous                                 |
| 2004 | Money (feat. Chris Willis & Mone)                                          | Guetta Blaster                                      |
| 2004 | Stay (feat. Chris Willis)                                                  | Guetta Blaster                                      |
| 2004 | The World Is Mine (feat. JD Davis)                                         | Guetta Blaster                                      |
| 2005 | In Love With Myself (feat. JD Davis)                                       | Guetta Blaster                                      |
| 2006 | Love Don’t Let Me Go (Walking Away) (vs. The Egg)                          | Fuck Me I’m Famous- Ibiza Mix 06                    |
| 2007 | Love Is Gone (feat. Chris Willis)                                          | Pop Life                                            |
| 2007 | Baby When The Light (feat. Cozi)                                           | Pop Life                                            |
| 2008 | Delirious (feat. Tara Mc Donald)                                           | Pop Life                                            |
| 2008 | Tomorrow Can Wait (feat. Chris Willis & Tocadisco)                         | Pop Life                                            |
| 2009 | Everytime We Touch (feat. Chris Willis,Steve Angello & Sebastian Ingrosso) | Pop Life                                            |
| 2009 | When Love Takes Over (feat. Kelly Rowland)                                 | One Love                                            |
| 2009 | Sexy Bitch (feat. Akon)                                                    | One Love                                            |
| 2009 | GRRRR                                                                      | Fuck Me I’m Famous- Ibiza Mix 2009                  |
| 2009 | One Love (feat. Estelle)                                                   | One Love                                            |
| 2010 | Memories (feat. Kid Cudi)                                                  | One Love                                            |
| 2010 | Gettin’ Over You (feat. Chris Willis, Fergie& LMFAO)                       | One Love                                            |
| 2010 | Commander (feat. Kelly Rowland)                                            | Here I Am                                           |
| 2010 | Club Can’t Handle Me (feat. Flo Rida & Nicole Scherzinger)                 | Only One Flo (Part 1)                               |
| 2010 | Who’s That Chick? (feat. Rihanna)                                          | One Love                                            |
| 2011 | Sweat (feat. Snoop Dogg)                                                   | Nothing but the Beat                                |
| 2011 | Where Them Girls At (feat. Flo Rida & Nicki Minaj)                         | Nothing but the Beat                                |
| 2011 | Little Bad Girl (feat. Taio Cruz & Ludacris)                               | Nothing but the Beat                                |
| 2011 | Without You (feat. Usher)                                                  | Nothing but the Beat                                |
| 2011 | Titanium (feat. Sia Furler)                                                | Nothing but the Beat                                |
| 2011 | Turn Me On (feat. Nicki Minaj)                                             | Nothing but the Beat                                |
| 2012 | The Alphabeat                                                              | Nothing but the Beat                                |
| 2012 | Laserlight (feat. Jessie J)                                                | Who You Are?                                        |
| 2012 | I Can Only Imagine (feat. Chris Brown & Lil Wayne)                         | Nothing but the Beat                                |
| 2012 | She Wolf (Falling To Pieces) (feat. Sia Furler)                            | Nothing but the Beat                                |
| 2012 | Just One Last Time (feat. Taped Rai)                                       | Nothing but the Beat                                |
| 2013 | Play Hard (feat. Ne-Yo & Akon)                                             | Nothing but the Beat                                |
| 2013 | Ain’t a Party (feat. GLOWINTHEDARK & Harrison)                             | Fuck Me I’m Famous–Ibiza Mix 2013                   |
| 2014 | Shot Me Down (feat. Skylar Grey)                                           | Listen Again                                        |
| 2014 | Bad (feat. Showtek & Vassy)                                                | Listen Again                                        |
| 2014 | Blast Off (feat. Kaz James)                                                | Listen Again                                        |
| 2014 | Lovers On The Sun (feat. Sam Martin)                                       | Listen                                              |
| 2014 | Dangerous (feat. Sam Martin)                                               | Listen                                              |
| 2015 | What I Did For Love (feat. Emeli Sandé)                                    | Listen                                              |
| 2015 | Hey Mama (feat. Nicki Minaj, Bebe Rexha & Afrojack)                        | Listen                                              |
| 2015 | Sun Goes Down (feat. Showtek, Magic!, & Sonny Wilson)                      | Listen                                              |
| 2015 | Clap Your Hands (feat. GLOWINTHEDARK)                                      | Listen Again                                        |
| 2015 | Bang My Head (feat. Sia Furler & Fetty Wap)                                | Listen Again                                        |
| 2016 | No Worries (feat. Disciples)                                               | Nem jelent meg albumon                              |
| 2016 | This One’s For You (feat. Zara Larsson)                                    | Nem jelent meg albumon                              |
| 2016 | Would I Lie To You (feat. Cedric Gervais & Chris Willis)                   | Nem jelent meg albumon                              |
| 2016 | Shed a Light (feat. Robin Schulz & Cheat Codes)                            | Uncovered                                           |
| 2017 | Light My Body Up (feat. Nicki Minaj & Lil Wayne)                           | Nem jelent meg albumon                              |
| 2017 | Another Life (feat. Afrojack & Ester Dean)                                 | Nem jelent meg albumon                              |
| 2017 | 2U (feat. Justin Bieber)                                                   | 7                                                   |
| 2017 | Versace On The Floor (feat. Bruno Mars)                                    | Nem jelent meg albumon                              |
| 2017 | Complicated (feat. Dimitri Vegas & Like Mike & Kiiara)                     | Nem jelent meg albumon                              |
| 2017 | Dirty Sex Money (feat. Charli XCX & French Montana)                        | Nem jelent meg albumon                              |
| 2017 | So Far Away (feat. Martin Garrix, Jamie Scott& Romy Dya)                   | Nem jelent meg albumon                              |
| 2018 | Helium (feat. Afrojack & Sia Furler)                                       | Nem jelent meg albumon                              |
| 2018 | Mad Love (feat. Sean Paul & Becky G)                                       | Mad Love the Prequel                                |
| 2018 | Like I Do (feat. Martin Garrix & Brooks)                                   | 7                                                   |
| 2018 | Flames (feat. Sia Furler)                                                  | 7                                                   |
| 2018 | Your Love (feat. Showtek)                                                  | Nem jelent meg albumon                              |
| 2018 | Don’t Leave Me Alone (feat. Anne-Marie)                                    | 7                                                   |
| 2018 | Goodbye (feat. Jason Derulo, Nicki Minaj & Willy William)                  | 7                                                   |
| 2018 | Drive (feat. Black Coffee & Delilah Montagu)                               | 7                                                   |
| 2018 | Ice Cold (feat. Netsky)                                                    | Nem jelent meg albumon                              |
| 2018 | Say My Name (feat. Bebe Rexha & J Balvin)                                  | 7                                                   |
| 2019 | Better When You’re Gone (feat. Brooks & Loote)                             | Nem jelent meg albumon                              |
| 2019 | Ring the Alarm (feat. Nicky Romero)                                        | Nem jelent meg albumon                              |
| 2019 | This Ain’t Techno (feat. Tom Staar)                                        | Nem jelent meg albumon                              |
| 2019 | Stay (Don’t Go Away) (feat. Raye)                                          | Nem jelent meg albumon                              |
| 2019 | Instagram                                                                  | Nem jelent meg albumon                              |
| 2019 | Thing for You                                                              | Nem jelent meg albumon                              |
| 2019 | Never Be Alone                                                             | Nem jelent meg albumon                              |
| 2019 | Jump                                                                       | Nem jelent meg albumon                              |
| 2019 | Make It to Heaven                                                          | Nem jelent meg albumon                              |
| 2020 | Conversations in the Dark                                                  | Nem jelent meg albumon                              |
| 2020 | Detroit 3 AM                                                               | Nem jelent meg albumon                              |
| 2020 | Kill Me Slow                                                               | New Rave                                            |
| 2020 | Pa' La Cultura                                                             | Nem jelent meg albumon                              |
| 2020 | Let's Love                                                                 | Nem jelent meg albumon                              |
| 2020 | Save My Life                                                               | Nem jelent meg albumon                              |
| 2020 | Dreams                                                                     | Nem jelent meg albumon                              |
| 2021 | Big                                                                        | Bang                                                |
| 2021 | Floating Through Space                                                     | Music–Songs from and Inspired by the Motion Picture |
| 2021 | Bed                                                                        | Four for the Floor                                  |
| 2021 | Hero                                                                       | Nem jelent meg albumon                              |
| 2021 | Get Together                                                               | Nem jelent meg albumon                              |
| 2021 | Heartbreak Anthem                                                          | Nem jelent meg albumon                              |
| 2021 | Shine Your Light                                                           | Nem jelent meg albumon                              |
| 2021 | Impossible                                                                 | Nem jelent meg albumon                              |
| 2021 | Remember                                                                   | Only Honest on the Weekend                          |
| 2021 | If You Really Love Me (How Will I Know)                                    | Nem jelent meg albumon                              |
| 2021 | Family                                                                     | Nem jelent meg albumon                              |
| 2021 | Alive Again                                                                | Nem jelent meg albumon                              |
| 2022 | Permanence                                                                 | Nem jelent meg albumon                              |
| 2022 | Redrum                                                                     | Nem jelent meg albumon                              |
| 2022 | Silver Screen (Shower Screen)                                              | Nem jelent meg albumon                              |
| 2022 | Trampoline                                                                 | Nem jelent meg albumon                              |
| 2022 | What Would You Do?                                                         | Nem jelent meg albumon                              |
| 2022 | Crazy What Love Can Do                                                     | Nem jelent meg albumon                              |
| 2022 | On Repeat                                                                  | Nem jelent meg albumon                              |
| 2022 | Don't You Worry                                                            | Elevation                                           |
| 2022 | The Drop                                                                   | Nem jelent meg albumon                              |
| 2022 | Family Affair (Dance for Me)                                               | Nem jelent meg albumon                              |
| 2022 | Take Me Back                                                               | Nem jelent meg albumon                              |
| 2022 | I'm Good (Blue)                                                            | Nem jelent meg albumon                              |
| 2022 | Living Without You                                                         | There's Nothing but Space, Man! and Every Cloud     |
| 2022 | You Can't Change Me                                                        | Future Rave                                         |
| 2022 | Damn (You've Got Me Saying)                                                | Nem jelent meg albumon                              |
| 2022 | Vibra (with Anuel AA)                                                      | Nem jelent meg albumon                              |
| 2023 | Saturday/Sunday (with Jason Derulo)                                        | Nem jelent meg albumon                              |
| 2023 | The Freaks (with Marten Hørger)                                            | Nem jelent meg albumon                              |
| 2023 | Here We Go Again (with Oliver Tree)                                        | Nem jelent meg albumon                              |
| 2023 | Baby Don't Hurt Me (with Anne-Marie and Coi Leray)                         | Nem jelent meg albumon                              |
| 2023 | Live Without Love (with Shouse)                                            | Nem jelent meg albumon                              |
| 2023 | Lost in the Rhythm (with Morten)                                           | Nem jelent meg albumon                              |
| 2023 | Where You Want (with Riton and Jazzy)                                      | Nem jelent meg albumon                              |
| 2023 | Something to Hold On To (with Morten and Clementine Douglas)               | Nem jelent meg albumon                              |
| 2023 | One in a Million (with Bebe Rexha)                                         | Nem jelent meg albumon                              |
| 2023 | On My Love (with Zara Larsson)                                             | Venus                                               |
| 2023 | Big FU (with Ayra Starr and Lil Durk9)                                     | Nem jelent meg albumon                              |
| 2023 | When We Were Young (The Logical Song) (with Kim Petras)                    | Nem jelent meg albumon                              |
| 2023 | Big FU (with Ayra Starr and Lil Durk)                                      | Nem jelent meg albumon                              |
| 2024 | All Night Long (with Kungs and Izzy Bizu)                                  | Nem jelent meg albumon                              |
| 2024 | Lighter (with 5 Seconds of Summer and Galantis)                            | Nem jelent meg albumon                              |
| 2024 | The Future Is Now/The Truth (with Morten)                                  | Nem jelent meg albumon                              |
| 2024 | I Don't Wanna Wait (with OneRepublic)                                      | Nem jelent meg albumon                              |
| 2024 | Feeling Good (with Hypaton)                                                | Nem jelent meg albumon                              |
| 2024 | Kill the Vibe (with Morten and Prophecy)                                   | Nem jelent meg albumon                              |
| 2024 | In the Dark (with Armin van Buuren featuring Aldae)                        | Nem jelent meg albumon                              |
| 2024 | Switch (with Cedric Gervais)                                               | Nem jelent meg albumon                              |
| 2024 | Chills (Feel My Love) (with Oliver Heldens and Fast Boy)                   | Nem jelent meg albumon                              |
| 2024 | Raving (with Afrojack)                                                     | Nem jelent meg albumon                              |
| 2024 | Cry Baby (with Clean Bandit and Anne-Marie)                                | TBA                                                 |
| 2024 | Never Going Home Tonight (with Alesso and Madison Love)                    | Nem jelent meg albumon                              |
| 2024 | Forever Young (with Alphaville and Ava Max)                                | Nem jelent meg albumon                              |
| 2024 | Supernova Love (with Ive)                                                  | Nem jelent meg albumon                              |
| 2024 | Home (with Kiko and Oliver Giacomotto)                                     | Nem jelent meg albumon                              |
| 2024 | Night in Detroit (with Morten and Fedde Le Grand)                          | Nem jelent meg albumon                              |
| 2025 | My Life (with Steve Aoki, Swae Lee, and PnB Rock)                          | Nem jelent meg albumon                              |
| 2025 | Shout (with Nicky Romero)                                                  | Nem jelent meg albumon                              |

## Kislemezek
| Év   | Cím                                                                         | Listás helyezések | Listás helyezések | Listás helyezések | Listás helyezések | Listás helyezések | Listás helyezések | Listás helyezések | Listás helyezések | Listás helyezések | Listás helyezések | Album                                |
| Év   | Cím                                                                         | FRA               | AUT               | GER               | IRE               | NL                | SPA               | SWI               | UK                | EU                | US                | Album                                |
| ---- | --------------------------------------------------------------------------- | ----------------- | ----------------- | ----------------- | ----------------- | ----------------- | ----------------- | ----------------- | ----------------- | ----------------- | ----------------- | ------------------------------------ |
| 1990 | Nation Rap (feat. Sidney)                                                   | –                 | –                 | –                 | –                 | –                 | –                 | –                 | –                 | –                 | –                 | Nem jelent meg albumon               |
| 2001 | "Just a Little More Love" (with Chris Willis)                               | 29                | —                 | —                 | —                 | 38                | 17                | 59                | 19                | —                 | —                 | Just a Little More Love              |
| 2002 | "Love Don't Let Me Go" (with Chris Willis)                                  | 4                 | —                 | —                 | —                 | 19                | —                 | 13                | 46                | —                 | —                 | Just a Little More Love              |
| 2002 | "People Come, People Go" (with Chris Willis)                                | 42                | —                 | —                 | —                 | —                 | —                 | 54                | —                 | —                 | —                 | Just a Little More Love              |
| 2003 | "Just for One Day (Heroes)" (vs. Bowie)                                     | 54                | —                 | —                 | —                 | —                 | —                 | —                 | 73                | —                 | —                 | Fuck Me I'm Famous                   |
| 2004 | "Money" (with Chris Willis & Mone)                                          | 63                | —                 | —                 | —                 | —                 | —                 | 52                | —                 | —                 | —                 | Guetta Blaster                       |
| 2004 | "Stay" (with Chris Willis)                                                  | 18                | —                 | —                 | —                 | —                 | 10                | 82                | 78                | —                 | —                 | Guetta Blaster                       |
| 2004 | "The World Is Mine" (with JD Davis)                                         | 16                | —                 | —                 | 39                | 27                | 10                | 40                | 49                | 58                | —                 | Guetta Blaster                       |
| 2005 | "In Love With Myself" (with JD Davis)                                       | —                 | —                 | —                 | —                 | 83                | —                 | 46                | —                 | —                 | —                 | Guetta Blaster                       |
| 2006 | "Love Don't Let Me Go (Walking Away)" (vs The Egg)                          | 4                 | 74                | 50                | 12                | 60                | 6                 | 18                | 3                 | 5                 | —                 | Fuck Me I'm Famous - Ibiza Mix 06    |
| 2007 | "Love Is Gone" (with Chris Willis)                                          | 3                 | 15                | 36                | 21                | 10                | 8                 | 11                | 9                 | 6                 | 98                | Pop Life                             |
| 2007 | "Baby When the Light" (with Cozi)                                           | 6                 | 62                | 59                | —                 | 30                | 19                | 25                | 50                | 19                | —                 | Pop Life                             |
| 2008 | "Delirious" (with Tara McDonald)                                            | 16                | 27                | 59                | —                 | 18                | —                 | 16                | —                 | 28                | —                 | Pop Life                             |
| 2008 | "Tomorrow Can Wait" (vs Tocadisco) (with Chris Willis)                      | 7                 | 47                | 56                | —                 | 35                | —                 | 43                | 84                | 36                | —                 | Pop Life                             |
| 2009 | "Everytime We Touch" (with Chris Willis, Steve Angello, Sebastian Ingrosso) | —                 | —                 | —                 | —                 | 46                | —                 | 97                | 68                | —                 | —                 | Pop Life                             |
| 2009 | "When Love Takes Over" (with Kelly Rowland)                                 | 2                 | 1                 | 2                 | 1                 | 3                 | 1                 | 1                 | 1                 | 1                 | 76                | One Love                             |
| 2009 | "Sexy Bitch / Sexy Chick" (with Akon)                                       | 2                 | 1                 | 1                 | 2                 | 2                 | 5                 | 2                 | 1                 | 1                 | 5                 | One Love                             |
| 2009 | "One Love" (with Estelle)                                                   | —                 | 20                | 18                | —                 | 19                | —                 | 48                | 42                | —                 | —                 | One Love                             |
| 2010 | "Memories" (with Kid Cudi)                                                  | 5                 | 2                 | 6                 | 5                 | —                 | 17                | 7                 | 15                | —                 | —                 | One Love                             |
| 2010 | "Gettin' Over You" (with Fergie, LMFAO & Chris Willis)                      | 1                 | 4                 | 15                | 5                 | -                 | 13                | 12                | 1                 | -                 | 40                | Fuck Me, I'm Famous - Ibiza Mix 2010 |

### Egyéb listára került dalok
| Év   | Cím                                              | Legjobb helyezés | Legjobb helyezés | Legjobb helyezés | Legjobb helyezés | Album                             |
| Év   | Cím                                              | AUS              | BEL (WAL)        | CAN              | UK               | Album                             |
| ---- | ------------------------------------------------ | ---------------- | ---------------- | ---------------- | ---------------- | --------------------------------- |
| 2009 | "Gettin' Over" (with Chris Willis)               | —                | —                | —                | 86               | One Love                          |
| 2009 | "I Wanna Go Crazy" (with will.i.am)              | —                | —                | 83               | 92               | One Love                          |
| 2009 | "On the Dancefloor" (with will.i.am & apl.de.ap) | —                | 24               | —                | —                | One Love                          |
| 2009 | "Grrr"                                           | —                | 4                | —                | 88               | Fuck Me I'm Famous - Ibiza Mix 09 |

## Díjai és jelölései
| Év   | Díj                     | Kategória                             | Jelölt mű                                 | Eredmény |
| ---- | ----------------------- | ------------------------------------- | ----------------------------------------- | -------- |
| 2006 | DJ Awards               | Best House DJ                         |                                           | Jelölve  |
| 2007 | DJ Awards               | Best International DJ                 |                                           | Elnyerte |
| 2007 | DJ Awards               | Best Ibiza Night                      | Fuck Me I'm Famous                        | Elnyerte |
| 2007 | World Music Awards      | World's Best Selling DJ               |                                           | Elnyerte |
| 2007 | TMF Awards              | Best Dance Act                        |                                           | Jelölve  |
| 2008 | DJ Awards               | Best House DJ                         |                                           | Elnyerte |
| 2008 | MTV Europe Music Awards | Best French Act                       |                                           | Jelölve  |
| 2009 | DJ Awards               | Best House DJ                         |                                           | Jelölve  |
| 2009 | DJ Magazine             | Top 100 DJ's                          |                                           | 3. hely  |
| 2010 | Grammy-díj              | Record of the Year                    | "I Gotta Feeling" (A Black Eyed Peasszel) | Jelölve  |
| 2010 | Grammy-díj              | Best Dance Recording                  | "When Love Takes Over" (Kelly Rowlanddel) | Jelölve  |
| 2010 | Grammy-díj              | Best Remixed Recording, Non-Classical | "When Love Takes Over" (Kelly Rowlanddel) | Elnyerte |
| 2010 | Grammy-díj              | Best Electronic/Dance Album           | One Love                                  | Jelölve  |
| 2010 | World Music Awards      | Best DJ                               |                                           | Elnyerte |
| 2010 | World Music Awards      | Best Producer                         |                                           | Elnyerte |
| 2010 | World Music Awards      | Best Selling French artist            |                                           | Elnyerte |
| 2010 | NRJ Music Awards        | International Album of the Year       | One Love                                  | Elnyerte |
| 2010 | DJ Magazine             | Top 100 DJ's                          |                                           | 2. hely  |
| 2011 | DJ Magazine             | Top 100 DJ's                          |                                           | 1. hely  |

 (2015) a listen című albuma meg kapta a világ legjobb dance/elektronikus album díjat